# Alfabeto abjasio
El alfabeto abjasio es el alfabeto para el idioma abjasio, que consiste en 62 letras.
El abjasió no se convirtió en una lengua escrita hasta el siglo XIX. Hasta ahora, los abjasios, especialmente príncipes, habían estado usando el idioma griego (hasta el siglo IX), el idioma georgiano (siglos IX-XIX), y parcialmente lenguas túrquicas (siglo XVIII). La palabra alfabeto en abjasio es анбан (anban), que fue tomado del georgiano ანბანი (anbani).
El primer alfabeto dedicado abjasio fue creado en 1862 por el general ruso Peter von Uslar. Tenía 37 letras y se basó en el alfabeto cirílico. En 1909, se amplió a 55 letras por Alekséi Chochua para ajustar a los extensos consonantes del abjasio.
En 1926, durante la política korenizatsiya en la Unión Soviética, el alfabeto cirílico fue reemplazado por un alfabeto latino ideado por Nikolái Marr. Contaba con 77 letras y fue llamado el "alfabeto analítico abjasio". En 1928, este fue sustituido por otro alfabeto latino. (Ver la ilustración a la derecha.) De 1938 a 1954, el idioma abjasio fue escrito en el alfabeto georgiano.
Desde 1954, el idioma abjasio se ha escrito en un nuevo alfabeto cirílico de 62 letras (Ver la siguiente tabla). De esto, 38 son gráficamente distintos; el resto son dígrafos con ь y ә que indican palatalización y labialización, respectivamente. Inusualmente, las letras plosivas cirílicas К П Т representan consonantes eyectivas; las no eyectivas (consonantes pulmónicas) se derivan de éstos por medio de un descensor en la parte inferior de la letra. En el caso de los africados, sin embargo, las letras llanas son pulmónicas, y las letras derivadas eyectivas.
La ortografía abjasia moderna da preferencia a las letras Г П con descensor (Ӷ Ԥ) en vez de un gancho (Ҕ Ҧ). Los caracteres Ԥ y ԥ se codifican en Unicode desde la versión 5.2.

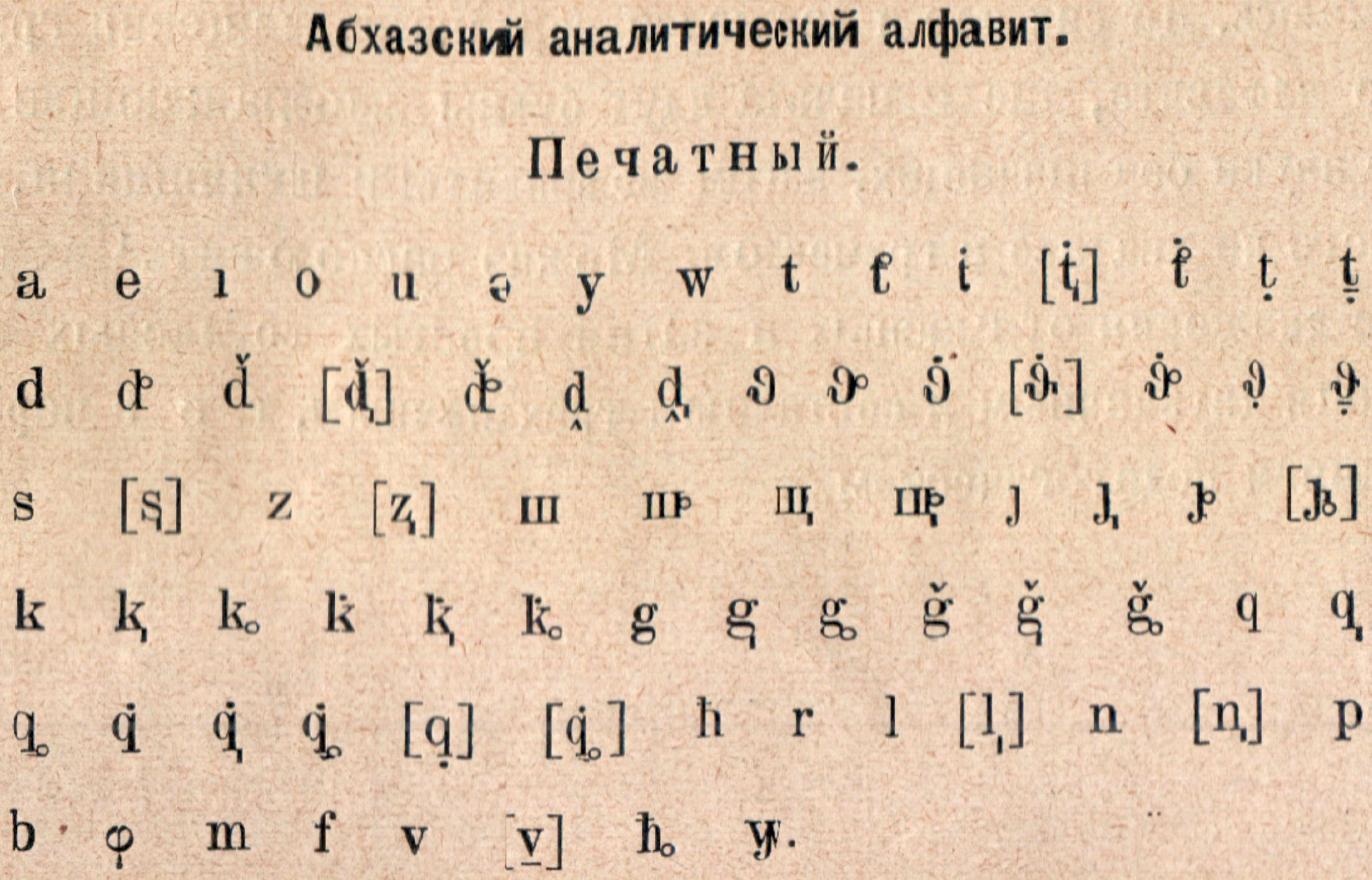
El alfabeto abjasio latino utilizado entre 1926 y 1928 elaborado por Nikolái Marr.

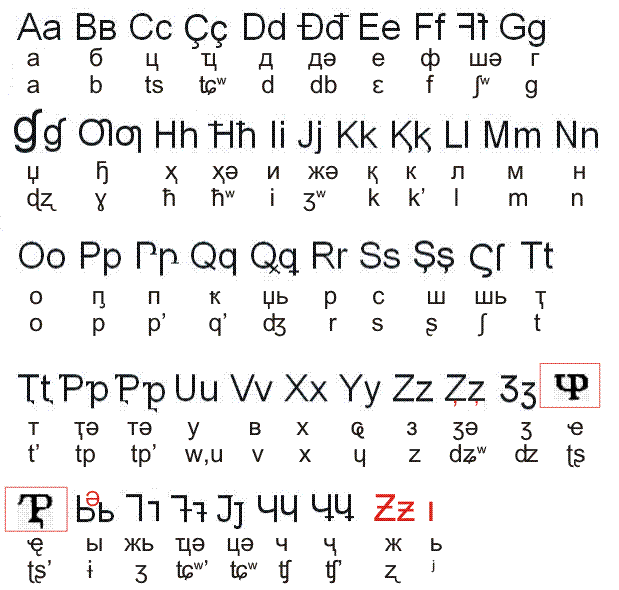
El alfabeto abjasio latino utilizado entre 1928 y 1938 con sus correspondientes transcripciones al cirílico y al AFI.

| Letra | Letra | Nombre | Transliteración | AFI                |
| ----- | ----- | ------ | --------------- | ------------------ |
| А а   | А а   | А      | a               | /ɑ/                |
| Б б   | Б б   | Бы     | b               | /b/                |
| В в   | В в   | Вы     | v               | /v/                |
| Г г   | Г г   | Гы     | g               | /ɡ/                |
| Гь гь | Гь гь | Гьы    | g'              | /ɡʲ/               |
| Гә гә | Гу гу | Гәы    | gə, g°          | /ɡʷ/               |
| Ӷ ӷ   | Ҕ ҕ   | Ӷы     | ġ               | /ʁ/                |
| Ӷь ӷь | Ҕь ҕь | Ӷьы    | ġ'              | /ʁʲ/               |
| Ӷә ӷә | Ҕу ҕу | Ӷәы    | ġə, ġ°          | /ʁʷ/               |
| Д д   | Д д   | Ды     | d               | /d/                |
| Дә дә | Ꚁ ꚁ   | Дәы    | də, d°          | /d͡b/               |
| Е е   | Е е   | Е      | e               | /ɛ/                |
| Ж ж   | Ж ж   | Жы     | ž               | /ʐ/                |
| Жь жь | Жь жь | Жьы    | ž'              | /ʒ/                |
| Жә жә | Ꚅ ꚅ   | Жәы    | žə, ž°          | /ʒᶣ/               |
| З з   | З з   | Зы     | z               | /z/                |
| Ӡ ӡ   | Ӡ ӡ   | Ӡы     | ʒ, d̦            | /d͡z/               |
| Ӡә ӡә | Ӡә ӡә | Ӡәы    | ʒə, d̦°          | /d͡ʑᵛ/              |
| И и   | И и   | Иы     | i               | /j, jɨ, ɨj, i/     |
| К к   | К к   | Кы     | k               | /kʼ/               |
| Кь кь | Кь кь | Кьы    | k'              | /kʼʲ/              |
| Кә кә | Ку ку | Кәы    | kə              | /kʼʷ/              |
| Қ қ   | Ӄ ӄ   | Қы     | k̢, k̨            | /kʰ/               |
| Қь қь | Ӄь ӄь | Қьы    | k̢', k̨'          | /kʲʰ/              |
| Қә қә | Ӄу ӄу | Қәы    | k̢°, k̨°          | /kʷʰ/              |
| Ҟ ҟ   | Ҟ ҟ   | Ҟы     | k̄               | /qʼ/               |
| Ҟь ҟь | Ҟь ҟь | Ҟьы    | k̄'              | /qʼʲ/              |
| Ҟә ҟә | Ҟу ҟу | Ҟәы    | k̄°              | /qʼʷ/              |
| Л л   | Л л   | Лы     | l               | /l/                |
| М м   | М м   | Мы     | m               | /m/                |
| Н н   | Н н   | Ны     | n               | /n/                |
| О о   | О о   | О      | o               | /ɔ/                |
| П п   | П п   | Пы     | p               | /pʼ/               |
| Ԥ ԥ   | Ҧ ҧ   | Ԥы     | ṗ               | /pʰ/               |
| Р р   | Р р   | Ры     | r               | /r/                |
| С с   | С с   | Сы     | s               | /s/                |
| Т т   | Т т   | Ты     | t               | /tʼ/               |
| Тә тә | Ꚍ ꚍ   | Тәы    | t°              | /t͡pʼ/              |
| Ҭ ҭ   | Ҭ ҭ   | Ҭы     | t̢, t̨            | /tʰ/               |
| Ҭә ҭә | Ꚑ ꚑ   | Ҭәы    | t̢°, t̨°          | /t͡pʰ/              |
| У у   | У у   | Уы     | u               | /w, wɨ, ɨw, u/     |
| Ф ф   | Ф ф   | Фы     | f               | /f/                |
| Х х   | Х х   | Хы     | x               | /χ/                |
| Хь хь | Хь хь | Хьы    | x'              | /χʲ/               |
| Хә хә | Ху ху | Хәы    | x°              | /χʷ/               |
| Ҳ ҳ   | Ҳ ҳ   | Ҳы     | x̢, x̨            | /ħ/                |
| Ҳә ҳә | Ҳу ҳу | Ҳәы    | x̢°, x̨°          | /ħᶣ/               |
| Ц ц   | Ц ц   | Цы     | c               | /t͡sʰ/              |
| Цә цә | Ꚏꚏ    | Цәы    | c°              | /t͡ɕᵛʰ/             |
| Ҵ ҵ   | Ҵ ҵ   | Ҵы     | c̄               | /t͡sʼ/              |
| Ҵә ҵә | Ҵә ҵә | Ҵәы    | c̄°              | /t͡ɕʼᵛ/             |
| Ч ч   | Ч ч   | Чы     | č               | /t͡ʃʰ/              |
| Ҷ ҷ   | Ꚓ ꚓ   | Ҷы     | Ӵ, č̨            | /t͡ʃʼ/              |
| Ҽ ҽ   | Ҽ ҽ   | Ҽы     | ċ               | /t͡ʂʰ/              |
| Ҿ ҿ   | Ҿ ҿ   | Ҿы     | ċ̨               | /t͡ʂʼ/              |
| Ш ш   | Ш ш   | Шы     | š               | /ʂ/                |
| Шь шь | Шь шь | Шьы    | š'              | /ʃ/                |
| Шә шә | Ꚗ ꚗ   | Шәы    | š°              | /ʃᶣ/               |
| Ы ы   | Ы ы   | Ы      | y               | /ɨ/                |
| Ҩ ҩ   | Ҩ ҩ   | Ҩы     | o̩               | /ɥ ~ ɥˤ/ (< */ʕᶣ/) |
| Џ џ   | Џ џ   | Џы     | ǰ               | /d͡ʐ/               |
| Џь џь | Џь џь | Џьы    | ǰ'              | /d͡ʒ/               |
| Ь ь   | Ь ь   |        | '               | /ʲ/                |
| Ә ә   | Ә ә   |        | °               | /ʷ,ᶣ,ᵛ/            |